# Campeonato Mundial de Boxeo Aficionado Femenino de 2002
El II Campeonato Mundial de Boxeo, en categoría femenina, se celebró entre los días 21 y 27 de octubre de 2002, en Antalya, Turquía, bajo la organización de la Asociación Internacional de Boxeo Amateur (AIBA).

## Resultados
| Campeonato del Mundo Aficionado Femenino | Campeonato del Mundo Aficionado Femenino | Campeonato del Mundo Aficionado Femenino | Campeonato del Mundo Aficionado Femenino | Campeonato del Mundo Aficionado Femenino |
| ---------------------------------------- | ---------------------------------------- | ---------------------------------------- | ---------------------------------------- | ---------------------------------------- |
| Peso                                     | Oro                                      | Plata                                    | Bronce                                   | Bronce                                   |
| 45 kg                                    | Mary Kom India                           | Jang Song-Ae Corea del Norte             | Derya Aktop Turquía                      | Svetlana Miroshnichenko · Ucrania        |
| 48 kg                                    | Ri Jong Hyang Corea del Norte            | Tatiana Lebedeva · Ucrania               | Monica Csik · Hungría                    | Kumari Meena India                       |
| 51 kg                                    | Simona Galassi · Italia                  | Kim Kun-Son Corea del Norte              | Lidiya Andreyeva · Rusia                 | Elefheria Paleologou · Grecia            |
| 54 kg                                    | Zhang Xiyan China                        | Marzia Davide · Italia                   | Son Bi-Ha Corea del Norte                | Anges Tapai · Hungría                    |
| 57 kg                                    | Jo Pok-Sun Corea del Norte               | Henriette Kitel-Birkeland · Noruega      | Svetlana Kulakova · Rusia                | Maria Semertzoglu · Grecia               |
| 60 kg                                    | Jennifer Smith-Ogg · Canadá              | Areti Mastroduka · Grecia                | Ana Santos · Brasil                      | Naguana Smalls Estados Unidos            |
| 63.5 kg                                  | Myriam Lamare Francia                    | Yasemin Ustalar Turquía                  | Daniela David · Rumania                  | Sida Gasanova · Ucrania                  |
| 67 kg                                    | Irina Sinetskaya · Rusia                 | Natalie Brown Estados Unidos             | Tina Hansen Dinamarca                    | Desi Kontos Argentina                    |
| 71 kg                                    | Larisa Berezenko · Ucrania               | Yvonne Reis Estados Unidos               | Paola Gabriela Casalinuovo Argentina     | Roxanne Lalancette · Canadá              |
| 75 kg                                    | Olga Slavinskaya · Bielorrusia           | Betina Karlsen Dinamarca                 | Guo Shuai China                          | Karamjit Kaur India                      |
| 81 kg                                    | Anzhela Torskaya · Ucrania               | Irina Smirnova · Bielorrusia             | Jennyfer Grenon · Canadá                 | Olga Novoselova · Rusia                  |
| 90 kg                                    | Maria Kovacs · Hungría                   | Mariya Yovorskaya · Rusia                | Devonne Canady Estados Unidos            | Jyotsana Haryana India                   |